# 吴拉姆·穆斯塔法·哈尔
马利克·吴拉姆·穆斯塔法·哈尔 (1937年8月2日—) 是一名巴基斯坦政治家和地主，曾擔任第14任和第16任旁遮普總督。

## 個人生活
他的侄女希娜·拉巴尼·哈爾曾擔任巴基斯坦的外交部部長。他的前妻特敏娜·杜蘭尼和他離異后嫁給了現任巴基斯坦總理夏巴茲·謝里夫。